# Pandan (Omben)
Pandan is een bestuurslaag in het regentschap Sampang van de provincie Oost-Java, Indonesië. Pandan telt 6329 inwoners (volkstelling 2010).